# Vigneux-Hocquet
Vigneux-Hocquet település Franciaországban, Aisne megyében. Lakosainak száma 266 fő (2022. január 1.). Vigneux-Hocquet Agnicourt-et-Séchelles, Braye-en-Thiérache, Chaourse, Dagny-Lambercy, Nampcelles-la-Cour, Renneval és Tavaux-et-Pontséricourt községekkel határos.

## Népesség
A település népessége az elmúlt években az alábbi módon változott:
| Lakosok száma | 440  | 342  | 297  | 276  | 275  | 268  | 268  | 272  | 270  | 266  |
|               | 1968 | 1982 | 1990 | 2006 | 2013 | 2015 | 2017 | 2019 | 2020 | 2022 |